# 消防組合
消防組合（しょうぼうくみあい）は、日本において、複数の市町村が共同で消防事務を行うために設置する一部事務組合の名称の一つ。また、消防事務を行う一部事務組合および広域連合の総称としても用いられる。消防事務のみを行う一部事務組合の多くが消防組合を称しており、消防事務組合、消防一部事務組合などを称するものもあるが、消防だけでなくゴミ処理など複数の事務を行う一部事務組合ではその名称に「消防」の文字を含まないことが多い。本項では、消防組合と称する称しないにかかわらず、消防事務の共同処理を行う一部事務組合や広域連合について、概説する。

## 概要
消防は、住民の安全を確保するための最も基礎的な地方自治行政分野であるが、業務内容の特殊性もあり、消防組織の維持・充実には多額の費用を要することとなる（消防費は市町村一般歳出額の約3%を占める）。
そのため、小規模な町村においては単独で常備消防（消防本部）を設置することが困難であり、近隣市町村間で消防事務を共同処理するため、地方自治法上に規定される一部事務組合を組織することが頻繁に見られる。また、1995年（平成7年）に地方自治法に新たに規定された広域連合により消防事務を共同処理する例も、数は少ないが存在する。
消防組合の多くは、消防常備化が進展した1970年代前半（昭和40年代後半）に誕生した。消防は、地方自治行政において、最も早い時期に広域行政が実現した分野であり、広域地方行政の優等生とも評された。
しかし、平成期に一気に進んだ市町村合併の枠組みと、従前から存在した消防組合の管轄区域が整合しない例も散見され、消防行政上の新たな問題となっている。また、一部の地域では、市町村合併の枠組みに加わらない自治体に対して、消防事務の共同処理の解消を突きつける事例（いわば消防を人質に取るような事例）も発生しており、住民の安全を守るという消防の持つ重要な役割が軽視されがちな風潮が広がりつつあり、識者の懸念を招いている。
平成期の市町村合併により消防組合の構成市町村が合併して一つの市町になったため、消防組合から単独市（町）消防へ移行する事例もあるが、総務省消防庁では消防力の強化のために消防本部を統合する消防広域化を推進しており、全県を3つの消防組合に再編した鳥取県や、奈良県のうち奈良市・生駒市を除いた全域をカバーする奈良県広域消防組合などのような例も見られる。